# Seznam největších hokejových stadionů v Evropě podle kapacity
Seznam největších hokejových stadionů v Evropě podle kapacity je uveden v následující tabulce. Kapacita stadionu vyjadřuje počet míst k sezení a je uvedena právě pouze pro hokejová utkání, pro jiné využití se kapacita může lišit.
| Pořadí | Název stadionu         | Město           | Země       | Kapacita | Domácí tým           | Obrázek |
| ------ | ---------------------- | --------------- | ---------- | -------- | -------------------- | ------- |
| 1.     | SKA Arena              | Petrohrad       | Rusko      | 21 542   | SKA Petrohrad        |         |
| 2.     | Lanxess Arena          | Kolín nad Rýnem | Německo    | 18 600   | Kölner Haie          |         |
| 3.     | O2 Arena               | Praha           | Česko      | 17 360   | HC Sparta Praha      |         |
| 4.     | PostFinance-Arena      | Bern            | Švýcarsko  | 17 031   | SC Bern              |         |
| 5.     | Minsk-Arena            | Minsk           | Bělorusko  | 15 086   | HC Dinamo Minsk      |         |
| 6.     | Tauron Arena           | Krakov          | Polsko     | 15 030   | Comarch Cracovia     |         |
| 7.     | Arena Zagreb           | Záhřeb          | Chorvatsko | 15 024   | KHL Medveščak Zagreb |         |
| 8.     | Uber Arena             | Berlín          | Německo    | 14 200   | Eisbären Berlin      |         |
| 9.     | Avicii Arena           | Stockholm       | Švédsko    | 13 850   | Tre Kronor           |         |
| 10.    | SAP Arena              | Mannheim        | Německo    | 13 600   | Adler Mannheim       |         |
| 11.    | Nokia Arena            | Tampere         | Finsko     | 13 455   | Ilves                |         |
| 12.    | ISS Dome               | Düsseldorf      | Německo    | 13 400   | Düsseldorfer EG      |         |
| 13.    | Helsinki Halli         | Helsinki        | Finsko     | 13 349   | Jokerit              |         |
| 14.    | Sportovní hala Fortuna | Praha           | Česko      | 13 238   | HC Sparta Praha      |         |
| 15.    | Barclays Arena         | Hamburg         | Německo    | 12 947   | Hamburg Freezers     |         |
| 16.    | Malmö Arena            | Malmö           | Švédsko    | 12 600   | Malmö Redhawks       |         |